# 谷本和優
谷本 和優（たにもと かずまさ、1992年9月3日 - ）は、日本の俳優である。株式会社エコーズ所属。桜美林高等学校、桜美林大学芸術文化学群卒業。

## 出演

### 映画
- ゴジラ×メガギラス G消滅作戦（2000年12月16日公開）
- 茶の味 (2004年） - 春野アヤノ（少年期） 役
- スウィングガールズ（2004年9月11日公開） - 聡 役
- ナイスの森 〜The First Contact〜（2006年3月25日公開） - 谷本 役
- 遠くの空に消えた（2007年8月18日公開） - トンボ 役

### テレビドラマ
- さわやか3組（2000年、NHK教育） - ボカチン 役
- 金曜時代劇 人情とどけます〜江戸・娘飛脚〜（2003年1月 - 2月、NHK総合）
- 金曜時代劇 茂七の事件簿3 ふしぎ草紙（2003年7月 - 8月、NHK総合）
- 木曜ドラマ 菊次郎とさき第3シリーズ（2007年7月5日 - 9月13日、テレビ朝日）北野大（少年期） 役

### CM
- トヨタレンタカー トヨタレンタリース（2004年）
- リクルート R-25（2004年）
- 三井不動産 芝浦アイランド（2005年）
- 進研ゼミ中学講座4 テストを楽しむ方法（2006年1月15日 - 6月14日）

### WEBドラマ
- 10年レター（2005年） - スルメ売りの少年 役

### ラジオCM
- カルピス（1999年）
- ロッテ コアラのマーチ（2001年）
- 三協製薬 リゲイン（2002年）
- パナソニック 3Dデジカム（2002年）